# Gátchina
Gátchina (en ruso: Га́тчина; finés: Hatsina; polaco: Gatczyna) es una ciudad del óblast de Leningrado, en Rusia, que se encuentra a 45 km al sur de San Petersburgo, con una población de 89 311 habitantes según el censo del año 2021. La ciudad es muy célebre por el palacio de Gátchina, que fue residencia de los zares, y que está inscrito por la Unesco en la lista del Patrimonio de la Humanidad junto con la ciudad de San Petersburgo y otros monumentos anexos, con el código 540-012: «Conjunto de palacio y parque de la ciudad de Gátchina y su centro histórico».

## Historia
Gátchina es mencionada por vez primera en 1499, era una localidad del territorio de la república de Nóvgorod que acababa de ser anexionada al Principado de Moscú. Gátchina ha sido relacionada episódicamente con Suecia en 1583-1595 y 1617-1721 como una parte de Ingria. En 1708 el zar Pedro el Grande regaló Gátchina a su hermana Natalia Alexéievna, y tras la muerte de ésta lo convierte en Hospital y Farmacia Real. En 1765 la zarina Catalina II de Rusia concede Gátchina a su favorito, el príncipe Grigori Orlov. Este hace edificar un palacio de 600 habitaciones que, por primera vez en Rusia, es rodeado de un jardín inglés. El arquitecto, Antonio Rinaldi, hizo construir un arco triunfal a la entrada del parque. El interior del palacio es de estilo clásico y fue diseñado por Antonio Rinaldi y Vincenzo Brenna. Artesanos italianos y rusos realizaron las pinturas murales, el entarimado y el mobiliario.
A la muerte de Orlov en 1783, la zarina rescató el palacio de sus herederos y se lo concedió a su hijo, el futuro Pablo I de Rusia. Este hizo una serie de modificaciones en 1790 en un estilo neoclásico y mandó edificar en el parque muchos puentes y pabellones. A la muerte de Pablo, el palacio quedó vacío durante mucho tiempo, hasta que Alejandro III de Rusia lo convirtió de nuevo residencia de los zares. El último zar, Nicolás II de Rusia pasó su juventud en el palacio. En el momento de su abdicación en 1917, fue retenido un cierto tiempo en Gátchina.
En 1923 Gátchina fue renombrada Trotsk (Троцк) en honor de Trotski pero en 1929, después de que este cayera en desgracia, la ciudad fue rebautizada como Krasnogvardeysk (Красногвардейск). Recuperó a su nombre original en 1944.
Durante la Segunda Guerra Mundial Gátchina fue ocupada por las tropas alemanas en el verano de 1941. La Wehrmacht en su retirada en 1944 devastó el palacio. Su restauración parcial se inició después de 60 años.

## Hijos ilustres
- Nicolás I de Rusia

## Galería

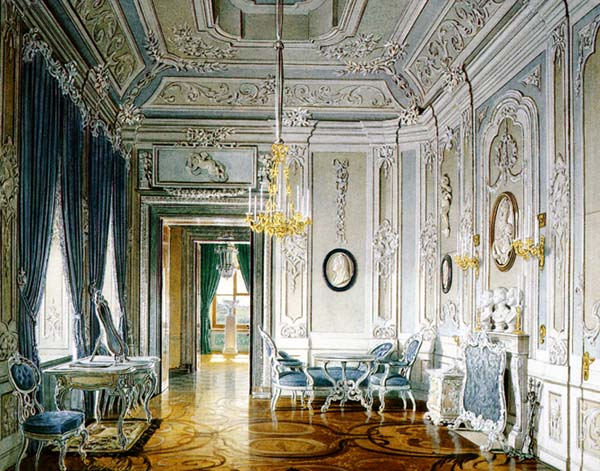
Palacio de Gátchina. Acuarela del siglo XIX de la habitación del conde Orlov: una gran parte del interior fue quemado por los nazis
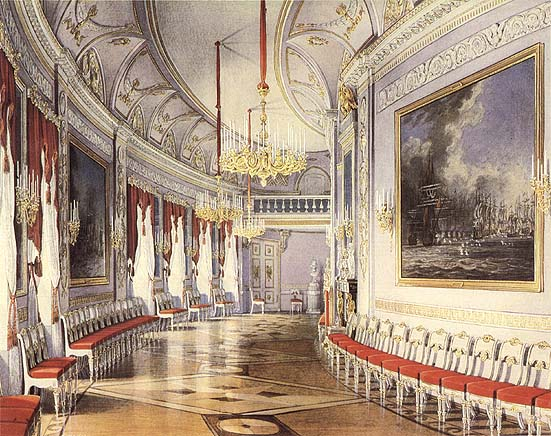
La galería de Chesma del gran Duque Pablo de estilo neoclásico (años 1790)

## Ciudades hermanadas
- Eskilstuna, Suecia
- Espoo, Finlandia
- Ettlingen, Alemania